# Погорелка (Любомировское сельское поселение)
Погорелка — деревня в Шекснинском районе Вологодской области.
Входит в состав сельского поселения Любомировского, с точки зрения административно-территориального деления — в Любомировский сельсовет.
Расстояние по автодороге до районного центра Шексны — 30 км, до центра муниципального образования Любомирово — 0,7 км. Ближайшие населённые пункты — Новоселки, Комарово, Цибино.
По переписи 2002 года население — 5 человек.